# Линдси (Калифорнија)
Линдси (енгл. Lindsay) град је у америчкој савезној држави Калифорнија. По попису становништва из 2010. у њему је живело 11.768 становника.

## Демографија
Према попису становништва из 2010. у граду је живело 11.768 становника, што је 1.471 (14,3%) становника више него 2000. године.
| Група             | 2000.         | 2010.          |
| Белци             | 1.956 (19,0%) | 1.349 (11,5%)  |
| Афроамериканци    | 59 (0,6%)     | 85 (0,7%)      |
| Азијати           | 109 (1,1%)    | 267 (2,3%)     |
| Хиспаноамериканци | 8.029 (78,0%) | 10.056 (85,5%) |
| Укупно            | 10.297        | 11.768         |